# Vůz Bdtx766 ČD
Vozy Bdtx766, číslované v intervalu 50 54 84-29, byly řadou čtyřnápravových přípojných velkoprostorových osobních vozů druhé třídy s rozšířeným prostorem pro přepravu jízdních kol z vozového parku Českých drah. Všechny tyto vozy (001–007) vznikly v letech 2007–2011 úpravou vozů Btx763 v Krnovských opravnách a strojírnách.

## Vznik řady
Vzhledem ke špatnému stavu vozů BDdtx764 bylo rozhodnuto o zvětšení prostoru pro přepravu jízdních kol ve vozech Btx763. Úprava prvních pěti vozů byla provedena letech 2007–2008 v KOS Krnov.
Kvůli zákazu provozu vozů s rozvorem delším než 17 500 mm na trati Rybník – Lipno nad Vltavou byly v roce 2011 v KOS Krnov stejným způsobem upraveny další dva vozy Btx763.

## Technické informace
Byly to neklimatizované vozy lehké stavby o délce 18 500 mm. Měly podvozky Tatra 1-740. Nejvyšší povolená rychlost těchto vozů byla 80 km/h.
Nástupní prostory byly umístěny zhruba v 1/3 a 2/3 vozu a dělily vůz na tři velkoprostorové oddíly.
Nástupní dveře byly předsuvné, ovládané tlačítky, případně strojvedoucím. Dveře byly za jízdy blokovány. Vozy měly v horní třetině výklopná okna s dvojitými determálními skly. Vozy měly čelní panoramatická okna.
Ve vozech byly použity tramvajové sedačky od španělské firmy Fainsa. Při úpravě byl počet míst k sezení snížen na 54 ve prospěch zvětšeného prostoru pro přepravu jízdních kol, dětských kočárků, nebo rozměrných zavazadel.
Větrání bylo realizováno pomocí oken a střešního odsávače. Vytápění bylo teplovzdušné, vzduch byl ohříván pomocí naftového agregátu. Zásobování elektrickou energií probíhalo výhradně z hnacího vozidla. Pro případ, že není připojen hnací vůz, byly vozy vybaveny akumulátorovou baterií. Provozní osvětlení bylo realizováno pomocí zářivek s individuálními střídači, nouzové pak pomocí žárovek.
Vozy byly vybaveny průběžným 13žilovým kabelem dálkového řízení s dvěma páry zásuvek MZ 264 na čelech vozů. Byly připraveny na montáž vlakového rozhlasu a tlačítka „Zastávka na znamení“.
Vozy měly červený polyuretanový nátěr se širokým krémovým pruhem okolo celého vozu vyjma nástupních dveří.

## Provoz
Od své úpravy byly vozy nejčastěji nasazovány s motorovými vozy 842 nebo lokomotivami 714 na trati Břeclav–Znojmo. Od roku 2018 jezdily na sezónních víkendových vlacích mezi Děčínem, Mikulášovicemi a Rumburkem, na trati 246 už zasahovaly do provozu pouze výjimečně. Vůz č. 006 byl v roce 2019 sešrotován.
Ke konci října 2021 byl provoz těchto vozů pro nevyhovující technický stav a zastaralost definitivně ukončen. Jejich posledním působištěm byl Děčín, odkud jezdily na víkendových vlacích do Mikulášovic dolního nádraží. Zbylé vozy byly ke šrotaci předány nejpozději v roce 2023.